# كالفين هاريس (لاعب كرة قدم)
كالفين هاريس (بالإنجليزية: Calvin Harris)‏ هو لاعب كرة قدم بريطاني، ولد في 20 مارس 2000.